# Хелмски окръг
Хелмски окръг (на полски: Powiat chełmski) е окръг в Източна Полша, Люблинско войводство. Заема площ от 1885,60 км2. Административен център е град Хелм, който не е част от окръга.

## География
Окръгът се намира в историческата област Червена Рус. Разположен е в източната част на войводството.

## Население
Населението на окръга възлиза на 80 197 души (2012 г.). Гъстотата е 43 души/км2.

## Административно деление
Административно окръгът е разделен на 15 общини.
Градска община:
- Рейовец Фабрични

Селски общини:
- Община Бялополе
- Община Вежбица
- Община Войславице
- Община Дорохуск
- Община Дубенка
- Община Жмудж
- Община Камен
- Община Лешньовице
- Община Рейовец
- Община Рейовец Фабрични
- Община Руда-Хута
- Община Савин
- Община Хелм
- Община Шедлишче

## Фотогалерия
- Дорохуск
- Дубенка
- Руда-Хута
- Войславице